# Ralph Moor
Senyor Ralph Denham Rayment Moor KCMG (31 de juliol de 1860 – 14 de setembre de 1909) fou el primer alt comissari del Protectorat de Nigèria del Sud britànic.

## Vida
Ralph Moor va néixer el 31 de juliol de 1860 a The Lodge, Furneux Pelham, Buntingford, Hertfordshire fill de William Henry Moor (c. 1830 – c. 1863), cirurgià, i de la muller d'aquest, Sarah Pears. Va ser educar privadament, i destinat als negocis, va iniciar el 1880–1881 a aprendre sobre el comerç de te. El 26 d'octubre de 1882 va entrar al Royal Irish Constabulary com a cadet, i va esdevenir al seu temps un inspector de districte, càrrec del qual va dimitir després de la seva implicació en un cas de divorci el 9 de febrer de 1891.
El març de 1891 Moor va entrar al servei sota Sir Claude Maxwell MacDonald, el Cònsol-General del Protectorat dels Rius de l'Oli, com a Comandant de Constabulary en el protectorat. El juliol de 1892 va ser nomenat pel Foreign Office com a vice cònsol pel districte dels Rius de l'Oli, i del 6 de setembre de 1892 al 15 de febrer de 1893 va actuar com a comissionat. Durant el gener de 1896 va servir com a cònsol, i l'1 de febrer de 1896, quan va ser format el Protectorat de la Costa del Níger, va ser fet comissionat i cònsol-general pel territori, i cònsol pels Cameroons i Fernando Po.
Quan el 1900 el protectorat va passar del Foreign Office a l'Oficina Colonial, Moor esdevingué Alt Comissari de Nigèria del Sud i va posar els fonaments de la nova administració fins que la seva salut va fallar i es va retirar amb una pensió l'1 d'octubre de 1903. Llavors es va aliar amb Sir Alfred Lewis Jones un home de negocis propietari d'una companyia de vaixells comercials de transport; va donar consells valuosos en afers de l'oest africà, i va ajudar en el desenvolupament de la British Cotton Growing Association. També va servir en certs comitès per designació del secretari d'Estat.
Moor va ser designat company de l'Orde de Sant Miquel i Sant Jordi (CMG) el 1895 i Comandant Cavaller (KCMG) el 1897. Es va casar el 1898 amb Adrienne Burns, nascuda Shapland (nascuda vers 1871). Va ser trobat mort al llit en la seva residència d'Homestead, a Barnes, el 14 de setembre de 1909; s'havia suïcidat per verí. Va ser enterrat al cementiri de Barnes. El coroner i el jurat va determinar que "el verí fou administrat intencionadament durant una demència temporal després de patir profundament d'insomni", després d'haver conegut l'evidència que Moor havia patit els darrers quatre anys des del seu retorn d'Àfrica de malària i febres que induïen insomni.

## Família
El 1898 es va casar amb Adrienne, la vídua de J. Burns.